# František Domažlický
František Domažlický (rozený František Tausig) (13. května 1913 Praha – 29. října 1997 tamtéž) byl český houslista, violista a hudební skladatel.

## Život
Začínal jako amatérský houslista, trumpetista, harmonikář, kapelník a skladatel populárních písniček. V roce 1935 získal 1. cenu v soutěži o nejlepší trampskou písničku. Pak teprve začal s vážným studiem hudby u Otto Šilhavého, který byl žákem Otakara Ševčíka.
Za 2. světové války byl František Domažlický vězněn nejprve v Terezíně, později v koncentračních táborech Auschwitz-Birkenau (Osvětim) a Schwarzheide (jeden z pobočných táborů Sachsenhausenu). V závěru války přežil i pověstný pochod smrti. Ještě v Terezíně zkomponoval několik písní a sborů a Píseň beze slov pro smyčcové kvarteto.
Po válce studoval na Akademii múzických umění v Praze hru na housle u Františka Daniela a skladbu u Jaroslava Řídkého a Emila Hlobila. Absolvoval Symfonií pro velký orchestr. Od roku 1950 hrál na housle a violu v několika pražských orchestrech až na 15 let zakotvil ve Filmovém symfonickém orchestru.
Komponoval hudbu v dosti tradičním, pozdně romantickém duchu, přístupnou širokému okruhu posluchačů. Řada jeho skladeb není interpretačně příliš náročná a patří k oblíbenému repertoáru studentů a amatérských hudebníků.
František Domažlický prožil i část svého života v Blevicích (u Zákolan), kde na svém statku komponoval a také choval koně.

## Dílo

### Orchestrální skladby
- Serenáda D dur, op. 16 (1954)
- Habanera pro symfonický orchestr (1955)
- Suita pro orchestr, op. 26 (1960)
- Koncert pro hoboj a smyčcový orchestr, op. 25 (1958)
- 1. koncert pro housle a velký orchestr, op. 28 (1961)
- Divertimento, op. 29 (1962)
- Symfonie pro velký orchestr, (1962)
- Prskavky. Suita pro smyčcový orchestr, op. 30 (1963)
- Koncert pro trombón a orchestr, op. 35 (1964)
- Koncert pro violu a orchestr, op. 36 (1966)
- Jaro rytíře d'Artagnana. Symfonický obraz pro violoncello a symfonický orchestr op. 40 (1968)
- Ouvertura piccola pro orchestr op. 42 (1970)
- Koncert pro lesní roh a orchestr, op. 43 (1971)
- Koncert pro fagot a orchestr, op. 44 (1972)
- 2. koncert pro housle a smyčcový orchestr, op. 47 (1975)
- Koncert pro flétnu a smyčcový orchestr, op. 48 (1977)
- Koncert pro klarinet a smyčcový orchestr, op. 50 (1981)
- Suita danza, pro smyčcový orchestr nebo pro nonet (čtyři saxofony a žesfový kvintet) nebo 2 akordeony nebo 2 housle a klavír op. 52 (1982)
- Koncert pro dvoje housle a smyčcový orchestr, op. 51 (1982)
- Concerto rustico per contrabasso ed archi, op. 55 (1983)
- Koncert pro kontrabasovou tubu a smyčcový orchestr, op. 53 (1983)
- Koncert pro trubku a orchestr, op. 60 (1986)
- Koncert pro altový saxofon /in Es/ a orchestr, op. 65 (1988)

### Komorní skladby
- Píseň beze slov, pro smyčcové kvarteto (1942)
- Duetto pro dvoje housle, op. 2 (1953)
- Duetto pro dva klarinety, op. 3 (1953)
- Romance pro klarinet a klavír, op. 8 (1953), SU, Harmonia
- Šest národních písní pro dvoje housle a violu, op. 13 (1954)
- 1. dechový kvintet, op. 23 (1956)
- Tři skladby pro housle a klavír, op. 24 (1957)
- 2. smyčcový kvartet, op. 32 (1963)
- Polní kvítí. Suita pro hoboj a harfu op. 31 (1962)
- Trio pro housle, violoncello a klavír, op. 34 (1964)
- Malá taneční suita pro malý komorní orchestr, op. 57 (1965)
- Komorní hudba pro housle, violoncello, basklarinet a kytaru, op. 38 (1966)
- 2. dechový kvintet, op. 39 (1967)
- Pět bagatel pro violu a klavír, op. 41 (1969)
- Con moto pro housle a klavír (1969)'
- Sen mládí, pro 3 zobcové flétny, 2 housle, violoncello a klavír (1971)
- Koncert pro dechový oktet (2 hoboje, 2 klarinety, 2 lesní rohy a 2 fagoty) op. 45 (1973)
- Sonáta pro trubku a klavír, op. 49 (1979)
- Duetto pro dvě kontrabasové tuby, op. 53a (1983)
- Hudba pro čtyři saxofony, op. 54 (1983)
- Žesťový kvintet, (2 trubky, lesní roh, trombón a tuba) op. 56 (1984)
- 3. smyčcový kvartet, op. 57 (1984)
- Sonáta pro trombón a klavír, op. S8 (1985)
- Trio – sonáta pro housle, marimbu a kytaru op. 59 (1985)
- 3. dechový kvintet, op. 73 (1990)
- Ragtime I, II, pro dechový kvintet, op. 73a (1990)
- Sonatina pro tubu a klavír, op. 75 (1991)

### Vokální skladby
- Píseň máje pro mužský sbor (komponováno v Terezíně, 1942/43)
- Sloky lásky. Cyklus písní na slova Stěpana Ščipačova, op. 14 (1954)
- České písně, pro tři ženské hlasy nebo ženský nebo dětský sbor a smyčcové kvarteto, op. 17 (1955)
- Písně na slova Jana Pilaře, pro střední hlas a klavír, op. 21 (1956)
- Písně na slova Aloise Volkmana pro střední hlas a klavír (1990)
- Balada o stromu, pro zpěv a klavír nebo varhany, op. 70 (1990)